# یواس‌اس سالمون (اس‌اس‌آر-۵۷۳)
یواس‌اس سالمون (اس‌اس‌آر-۵۷۳) (به انگلیسی: USS Salmon (SSR-573)) یک زیردریایی بود که طول آن ۳۵۰ فوت (۱۱۰ متر) بود. این زیردریایی در سال ۱۹۵۶ ساخته شد.